# Paris Football Club Femenino
Paris Football Club Femenino es un club de fútbol femenino de la ciudad de Viry-Châtillon, un suburbio de París. Fue fundado en 1971 y actualmente compite en la Première Ligue, la primera categoría del fútbol femenino en Francia. Juega sus encuentros de local en el Stade Robert-Bobin, que tiene una capacidad de 18.850 espectadores.

## Historia

### FCF Juvisy
El club se fundó en 1971 como Étoile Sportive de Juvisy-sur-Orge, rama femenina del ES Juvisy, de Juvisy-sur-Orge. Luego de 14 años se desligó del club masculino y se refundó como Football Club Féminin Juvisy Essonne, luego se trasladó a la comuna de Viry-Châtillon. Ganó su primer título de la Division 1 Féminine en la temporada 1991-92. Entre los años 1994 y 2003 continuó en la primera división, ganando títulos y en 2005 la Copa Femenina de Francia, convirtiendoce en uno de los clubes femeninos más exitosos del país. Incluso jugó la nueva Liga de Campeones Femenina de la UEFA en 2010-11. 

### Paris Football Club
El 6 de julio de 2017, el FCF Juvisy fue vendido al Paris FC, donde fue refundado como la rama femenina del club.

## Jugadoras

### Jugadoras destacadas
- Élise Bussaglia
- Kadidiatou Diani
- Stéphanie Mugneret-Béghé
- Marinette Pichon
- Sandrine Soubeyrand
- Émilie Trimoreau

## Palmarés

### Títulos nacionales
- Division 1 Féminine (1.ª división)

Campeonas (6): 1991-92, 1993-94, 1995-96, 1996-97, 2002-03, 2005-06.
- Copa Femenina de Francia

Campeonas (1): 2005

### No oficiales
- Menton Tournament

Campeonas (1): 1993